# Амга (Душетський муніципалітет)
Амга (груз. ამღა) — село в Грузії.
За даними перепису населення 2014 року в селі проживає 8 осіб.